# Albergo di frontiera
Albergo di frontiera (Leutnant warst Du einst bei deinen Husaren) è un film del 1930 diretto da Manfred Noa. Nel 1931, ne venne girata una versione francese, Mon coeur incognito.

## Produzione
Il film fu prodotto dalla Aafa-Film AG.

## Distribuzione
Distribuito dalla Aafa-Film AG, uscì nelle sale cinematografiche tedesche 29 ottobre 1930.
Il 13 marzo 1932, fu distribuito negli Stati Uniti dalla Joseph Flieser in una versione sottotitolata.